# 山本賀保子

山本賀保子（やまもと かほこ、1990年12月9日 - ）は、日本のフリーアナウンサー、キャスター、司会者、ナレーター。本名同じ。

福岡県生まれ、大阪府東大阪市出身。

2021年4月よりサイボウズ株式会社の社長室に勤務。

## 来歴・人物
近畿大学附属高校、大阪大学を卒業。
大学時代はモンゴル語専攻。フランスに留学しフランス語も学ぶ。
フランス語通訳としてボランティア活動を行っていた。
卒業後の2015年4月にNHK高松放送局に契約キャスターとして入局。
ひるまえかがわキャスター、ゆう6かがわリポーターとして2年間活動。
2017年4月から大阪放送局に転籍し、ニュースほっと関西スポーツキャスター、2019年4月からはウイークエンド関西準レギュラー(不定期)として活動。
各種スポーツ中継にも度々携わる。
2021年3月6日、自身のTwitterで2021年3月末をもってキャスターの仕事から離れることを発表。
3月13日でウイークエンド関西、3月26日でニュースほっと関西を降板した 。
低く透き通った声質の持ち主。
スポーツニュースでは内容や競技に合うよう、声や読み方を微妙に変えている。
体当たりリポートにも定評がある。
バレーボール男子パナソニック・パンサーズ所属の日本代表・清水邦広のスパイクを、野球のキャッチャー防具とカメラを身につけた状態で受けたり、ラグビーではNTTドコモレッドハリケーンズの屈強な選手に混じりプレーを教わったりした。
趣味は、大相撲中継を見る事、ベランダ園芸、旅、ダンス鑑賞、外国語に触れる事。
特技は、ハイヒールでの全力疾走。

## 出演

### 高松放送局（2015年度 - 2016年度）
- ひるまえかがわ（NHK高松放送局） - キャスター
- ゆう6かがわ（NHK高松放送局） - リポーター

### 大阪放送局（2017年度 - 2020年度）
- ニュースほっと関西（NHK大阪放送局） - スポーツキャスター
- ウイークエンド関西（NHK大阪放送局） - キャスター(不定期)
- ぐるっと関西おひるまえ（NHK大阪放送局） - 不定期

- 平昌オリンピック直前特番　「ピョンチャンで輝け！〜かんさいのアスリートたち〜」(2018年2月2日) - ナレーター
- 第100回全国高等学校野球選手権記念大会 決勝(2018年8月21日) - 中継リポーター(大阪桐蔭側)
- その他スポーツ中継・イベント